# Vasile Bîtca
Vasile Bîtca (n. 1 decembrie 1971) este un politician din Republica Moldova, care începând cu 18 februarie 2015 îndeplinește funcția de Ministru al Dezvoltării Regionale și Construcțiilor al Republicii Moldova în cabinetele Gaburici, Streleț și Filip. 
La alegerile parlamentare din 30 noiembrie 2014 a candidat la funcția de deputat în Parlamentul Republicii Moldova de legislatura a XX-a de pe poziția a 19-a în lista Partidului Democrat din Moldova, obținând un mandat de deputat și activând în această calitate pentru o scurtă perioadă de timp, de la sfârșitul lunii decembrie 2014 până la numirea sa în funcția de ministru.
Anterior, între anii 2007-2011 Vasile Bîtca a fost viceprimar al orașului Nisporeni, iar din 2001 până în 2015 – președinte al raionului Nisporeni.

## Distincții
A fost decorat cu următoarele distincții:
- Ordinul „Credință Patriei” de clasa III (2012)[4]
- Medalia ”Crucea comemorativă. Participant la acțiunile de luptă pentru apărarea intregrității și independenței Republicii Moldova (1991 - 1992)[5]
- Medalia „Pentru Vitejie” (1992)[6]